# Giovanni Giuseppe d'Alessandro
Pour les articles homonymes, voir Alessandro.
Giovanni Giuseppe d’Alessandro (1656-1715), duc de Pescolanciano dans le Molise, noble d'origine napolitaine réputé pour son expertise dans les arts de la chevalerie, est l’auteur du traité d'équitation Pietra paragone dei cavalieri.

## Biographie
Giovanni Giuseppe d’Alessandro est né en 1656 à Pescolanciano dans le Molise, fief de sa famille qui y possède un château fortifié et qui a de fortes traditions chevaleresques. Il succède à son frère aîné, Geronimo, qui meurt prématurément.  Avant sa naissance, sur le territoire de Pescolanciano, son oncle paternel Giovanni avait déjà créé un haras de « chevaux d’obstacles » très appréciés et recherchés par les meilleurs cavaliers napolitains.
Giovanni passe sa jeunesse dans la demeure familiale de Naples, en attirant très vite l’attention de la vice-royauté du fait de son attitude critique envers les autorités espagnoles et les règles qu'elles édictent, à tel point qu’en 1705, il est arrêté et emprisonné, suspecté d’être impliqué dans un complot anti-espagnol. Il est gracié et libéré deux ans plus tard par le comte Wirich de Daun qui commande les troupes hispano-autrichiennes qui font le siège de la ville après la prise de Gaète lors de la guerre de Succession d’Espagne. Peu de temps après, son libérateur change d’avis et le renvoie en prison. Une fois libéré, le duc se retire dans son fief de Molise où il continue cependant à avoir des problèmes avec les autorités autrichiennes. Il meurt à Naples en 1715.
Passionné par les vertus chevaleresques, Giovanni Giuseppe apporte de nombreux aménagements à son château de Pescolanciano où il construit de grandes écuries. D'une grande sensibilité intellectuelle, il constitue une collection de tableaux remarquable et accueille intellectuels et poètes.

## Pietra di paragone dei cavalieri
Pietra paragone dei cavalieri, est avec l’œuvre maîtresse de Cesare Fiaschi et le traité de Pirro Antonio Ferraro, un des plus beaux traités d’équitation publiés en Italie. Giovanni Giuseppe d’Alessandro y expose  toute son expertise. L'ouvrage fut imprimé à Naples en 1711. Cet ouvrage particulier, dans lequel les passages ayant la forme habituelle des traités d’équitation alternent avec des sonnets et des madrigaux, la plupart inspirés par l'amour de leur auteur pour le cheval et es arts chevaleresques comme l’escrime, mais aussi parfois d’inspiration amoureuse, sont d'évidence influencés par le poète napolitain Giambattista Marino. L’auteur y dévoile sa connaissance des traités italiens d’équitation, citant les classiques comme Federico Grisone et Fiaschi, mais aussi les plus récents comme Ferraro, Galiberto, de Gamboa et Lorenzino Palmieri.
L'ouvrage est divisé en cinq livres. Les « règles de l’équitation » sont exposées dans le premier livre, soit la position correcte dans la selle, l’usage des éperons, des aides et des punitions, le débourrage, ainsi que différents exercices. Il comporte aussi des recommandations sur la gestion des haras et des écuries, avec des chapitres concernant les taches du responsable d’écurie et du régisseur. Le deuxième livre porte sur les règles de la « très difficile tâche de brider » et résume les préceptes des traités du XVIe siècle et XVIIe siècle  sur le choix de l’embouchure. Le troisième livre présente des images de mors accompagnées de légendes qui en précisent l’utilisation. Le quatrième livre contient des dessins géométriques représentant le plan de différents exercices, mais aussi plusieurs sonnets. La partie la plus intéressante est celle qui présente des portraits des cavaliers napolitains les plus illustres de l’époque sur de magnifiques gravures sur cuivre accompagnées de notes biographiques. Elles sont suivies par les portraits des « joueurs d’épée », soit les meilleures lames parmi les nobles napolitains. Le cinquième livre concerne l’élevage et les soins au cheval. Huit ans après la mort du duc, son fils Ettore fit réimprimer le travail de son père, l’enrichissant d’autres compositions de son auteur et d’une série de tables de physionomie dessinées à partir des travaux de Giambattista della Porta. Onze planches furent insérées à la fin du livre présentant les caractéristiques des meilleurs haras du royaume de Naples.
L’intérêt de cet ouvrage repose principalement sur la valeur esthétique des gravures. D’un point de vue technique, il ne présente aucune innovation par rapport aux traités qui l'ont précédé et surtout,  son auteur semble ignorer ce qui a été proposé dans le domaine équestre dans les autres pays par des maîtres comme Antoine de Pluvinel et Newcastle.